# Kartable
Kartable est une entreprise et un site Internet français de soutien scolaire lancé en septembre 2013.

## Concept
Le site Kartable.fr est une plateforme numérique d'apprentissage scolaire concernant les programmes scolaires de collège et de lycée.
En 2017, une collection Kartable de cours de lycée est publiée en format papier aux éditions Ellipses.
Des formules payantes permettent aux élèves d'utiliser l'application hors ligne, de suivre des cours particuliers et d'accéder aux cours en format PDF. Un intérêt de la plate-forme est son côté ludique.

## Critiques
Certains professeurs critiquent la qualité des cours mis en ligne sur Kartable, affirmant que s'ils sont techniquement corrects, il s'agit d'une simple « juxtaposition de notions ». D'après le site web, les contenus sont conformes aux programmes de l'Éducation nationale et élaborés par des professeurs de l'Éducation nationale. 
En 2014, le syndicat Snalc-FGAF indique que les cours dispensés sur le site Kartable sont « indigents, truffés d'erreurs, loin d'être à jour, [avec une] ponctuation défaillante, [des] règles fausses, etc. ». Selon Kartable un système de signalement d'erreurs et de corrections est en place pour corriger les contenus.